# Кекирели
Кекирели (каз. Кекірелі) — село в Кармакшинском районе Кызылординской области Казахстана. Входит в состав Комекбаевского сельского округа. Код КАТО — 434655200.

## Население
В 1999 году население села составляло 13 человек (8 мужчин и 5 женщин). По данным переписи 2009 года, в селе проживало 79 человек (48 мужчин и 31 женщина).